# Lasioglossum rufitarse
De Lasioglossum rufitarse (tên tiếng Anh: roodpootgroefbij) là một loài Hymenoptera trong họ Halictidae. Loài này được Zetterstedt mô tả khoa học năm 1838.